# 大佛头香山寺
大佛头香山寺，位于中华人民共和国山西省晋中市和顺县喂马乡大佛头村，已列为山西省文物保护单位。

## 保护
2021年8月4日，大佛头香山寺由山西省人民政府公布为第六批山西省文物保护单位，编号6-120。